# Мирно лято
„Мирно лято“ (на македонска литературна норма: „Мирно лето“) е филм от Република Македония от 1961 година, комедия на режисьора Димитрие Османли по сценарий на Фрида Филипович.
Главните роли се изпълняват от Ацо Йовановски, Анче Пърличкова, Димитър Кьостаров, Крум Стоянов, Любиша Трайковски, Мара Исая, Камшик Васовски, Тодор Николовски, Тома Видов, Вукосава Донева.

## Сюжет
Сюжетът на филма проследява живота на младия научен работник Заре Мисевски и съпругата му Мира, която работи в театъра. Двамата заминават за Охрид на почивка, защото случайно у Мира попадат ключове от Етнографския музей в Охрид. Проблемите им започват, когато на гости им идва колежката на Мира Дора Любина, разочарована от последната си любовна афера. Бунтът на Заре още не е стихнал и на гости идва Нестор Гиевски, някогашен преподавател на Заре в университета, който на път към Атина отсяда да им погостува. Все повече гости отсядат при младото семейство в музея, сред които братът на Мира, стринката и чичото на Мива и други. Постепенно бъркотията става голяма, а нови гости продължават да прииждат Сред тях са и семейство Попкоцеви, които имат проблеми с настаняването и отсядат в музея по покана на чичото Тале. Мира и Заре не издържат и заминават за хотел. Гостите разбират, че са прекалили с гостоприемството на домакините си и напускат музея. Мира и Заре се завръщат на скопойствие в празния музей, където могат да си отдъхнат и Заре да поработи на скопойствие. Този мир не трае дълго обаче, тъй като нови гости отново прииждат.